# Internationale Theologencommissie
De Internationale Theologencommissie (ITC) is een orgaan van de Romeinse Curie die uit 30 katholieke theologen bestaat van over de gehele wereld. Dit zijn zowel mannen als vrouwen (sinds 2004). De commissie werd in 1969 opgericht en wordt voorgezeten door de prefect van de dicasterie voor de Geloofsleer.

## Leden Commissie (2009-2013)
| Naam                          | Nationaliteit       |
| ----------------------------- | ------------------- |
| Charles Morerod, O.P. (secr.) | Zwitserland         |
| Peter Damian Akpunonu         | Nigeria             |
| Savio Hon Tai-Fai, S.D.B.     | China               |
| Serge-Thomas Bonino, O.P.     | Frankrijk           |
| Geraldo Luiz Borges Hackmann  | Brazilië            |
| Sara Butler                   | Verenigde Staten    |
| Antonio Castellano, S.D.B.    | Italië              |
| John Cavadini                 | Verenigde Staten    |
| Adelbert Denaux               | België              |
| Marco Doldi                   | Italië              |
| Gilles Emery, O.P.            | Zwitserland         |
| Mario Ángel Flores Ramos      | Mexico              |
| Francis Gustilo, S.D.B.       | Filipijnen          |
| Barbara Hallensleben          | Duitsland           |
| Tomislav Ivančić              | Kroatië             |
| István Ivancsó                | Hongarije           |
| Anthony Kelly, C.Ss.R.        | Australië           |
| Jan Liesen                    | Nederland           |
| Paul McPartlan                | Verenigd Koninkrijk |
| Javier Prades López           | Spanje              |
| Johannes Reiter               | Duitsland           |
| Paul Rouhana                  | Libanon             |
| Léonard Santedi Kinkupu       | Congo-Kinshasa      |
| Pierangelo Sequeri            | Italië              |
| Thomas Söding                 | Duitsland           |
| Jerzy Szymik                  | Polen               |
| Norris Thomas                 | Ierland             |
| Philippe Vallin               | Frankrijk           |
| Dominic Veliath, S.D.B.       | India               |
| Guillermo Zuleta              | Colombia            |

## Leden Commissie (2004-2008)
| Naam                         | Nationaliteit       |
| ---------------------------- | ------------------- |
| Luis Ladaria, S.J. (secr.)   | Spanje              |
| Bruno Forte                  | Italië              |
| Roland Minnerath             | Frankrijk           |
| Peter Damian Akpunonu        | Nigeria             |
| Serge Thomas Bonino O.P.     | Frankrijk           |
| Geraldo Luis Borges Hackmann | Brazilië            |
| Sara Butler                  | Verenigde Staten    |
| Antonio Castellano, S.D.B.   | Chili               |
| Basil Cho Kyu-Man            | Zuid-Korea          |
| Adelbert Denaux              | België              |
| Santiago Del Cura Elena      | Spanje              |
| Gilles Emery O.P.            | Zwitserland         |
| Ricardo Antonio Ferrara      | Argentinië          |
| Pierre Gaudette              | Canada              |
| Barbara Hallensleben         | Zwitserland         |
| Savio Hon Tai Fai, S.D.B.    | China               |
| István Ivancsó               | Hongarije           |
| Tony Kelly, C.Ss.R.          | Australië           |
| Jan Liesen                   | Nederland           |
| John Michael McDermott, S.J. | Verenigde Staten    |
| Paul McPartlan               | Verenigd Koninkrijk |
| Thomas Norris                | Ierland             |
| Iohannes Reiter              | Duitsland           |
| Paul Rouhana                 | Libanon             |
| Ignazio Sanna                | Italië              |
| Leonard Santedi Kinkupu      | Congo-Kinshasa      |
| Thomas Soeding               | Duitsland           |
| Jerzy Szymik                 | Polen               |
| Ivanĉić Tomislav             | Kroatië             |
| Dominic Veliath, S.D.B.      | India               |

## Voormalige leden
| Naam               | nationaliteit | Lidmaatschap |
| ------------------ | ------------- | ------------ |
| Philippe Delhaye   | België        | 1969-1989    |
| Wim Eijk           | Nederland     | 1998-2002    |
| André Léonard      | België        | 1987-1991    |
| Joseph Lescrauwaet | Nederland     | 1969-1973    |